# ニコラス・シャツキ
ニコラス・セルゲイエヴィチ・シャツキ（Nikolay Sergeyevich Shatsky、ロシア語:Николай Сергеевич Шатский、1895年8月28日（旧暦8月16日） - 1960年8月1日）は、モスクワ出身のソビエト連邦の地理学者である。古代のプラットフォームのプレートテクトニクスが専門である。
北太平洋（日本の南東）にある海台であるシャツキー海台は、彼の名前にちなんでいる。
ソビエト社会主義共和国連邦科学アカデミー（後にロシア科学アカデミー）は、1982年以降、プレートテクトニクスの業績に対して、毎年シャツキ賞を授与している。

## 受賞
- 1946年:ソビエト連邦国家賞
- 1958年:レーニン賞 - ソビエト連邦のテクトニクス地図の作製に対して
- レーニン勲章（2回）
- 労働赤旗勲章